# Jin Zhonghao
Jin Zhonghao (xinès simplificat: 金中浩, pinyin: Jīn Zhōnghào; Shanghai, octubre de 1948) és un director d'art per a cinema i cal·lígraf xinés. Fou membre del Comitè Permanent de la Conferència Consultiva Política Provincial de Jilin, primer vicepresident i secretari general de l'Associació de Cal·lígrafs Provincials de Jilin i vicepresident de l'Acadèmia Provincial de Pintura i Cal·ligrafia de Jilin. Membre de la Societat Jiusan, és també artista nacional de primera classe (Zhenggao), i segon director de l'Associació de Cal·lígrafs Xinesos.

## Biografia
Jin Zhonghao va nàixer a Shanghai, d'una família provinent de Wuxian, Jiangsu. Va aprendre cal·ligafria del seu pare, qui va estudiar amb Wang Xun, un cal·lígraf de la República de la Xina. A l'escola secundària, va admirar Yao Qingyun i va estudiar l'Estela de Zheng Wengong de Wei Bei. El 1969, va anar al camp per a treballar al comtat d'Antu, província de Jilin. Va treballar successivament a la comuna, a l'estació de gestió cinematogràfica del comtat i al centre cultural del comtat, i va ensenyar literatura, història, filosofia, cal·ligrafia, pintura i segell.
L'any 1976, va ser admès a l'Estudi de cinema de Changchun per tal de dedicar-se al disseny artístic de ròtuls i subtítols de pel·lícules. Va dedicar-s'hi a treballs d'art de subtítols de cinema i televisió durant més de 20 anys, dissenyant més de 300 ròtuls de cinema i televisió.
El 1997, va ser traslladat a l'Acadèmia Provincial de Pintura i Cal·ligrafia de Jilin com a vicepresident.